# Cementerio judío de la Calle Kozma
El cementerio judío de la Calle Kozma (en húngaro: Kozma utcai izraelita temető) es el mayor cementerio judío de la ciudad húngara de Budapest. Se encuentra al lado del Nuevo Cementerio Público (Újköztemető).
Este cementerio judío, uno de los más grandes de Europa, es bien conocido por sus monumentos y mausoleos inusuales. Es poco común para un cementerio judío, porque incluye figuras humanas esculpidas y mausoleos elaborados en una variedad de estilos, sobre todo varios mausoleos en el estilo art nouveau o Jugendstil.
El cementerio de la calle Kozma fue inaugurado en 1891 por la comunidad judía de Budapest. Es el mayor cementerio judío de Budapest, además de uno de los más grandes del continente. Durante su historia ha sido el lugar de sepultura de más de 300 000 personas. Todavía sirve a la comunidad judía de Hungría, que es la tercera más grande de Europa.